# MAN Truck & Bus
MAN Truck & Bus AG (до 1 января 2011 года — MAN Nutzfahrzeuge AG) — крупнейшее дочернее предприятие европейской компании MAN SE со штаб-квартирой в Мюнхене. Производит грузовые автомобили марок MAN, ERF (Великобритания) и STAR (Польша), а также автобусы Neoplan.

## Автобусы
Всемирно известный изготовитель грузовых автомобилей, немецкая корпорация MAN, выпускает не менее внушительную гамму всевозможных автобусов.
Фирма MAN на своем заводе в Зальцгиттере собирает целую гамму городских, междугородных и туристских автобусов, а также ещё более многочисленную серию шасси, на которых специализированные фирмы устанавливают различные кузова собственного изготовления.

### Серия Ale
Главной новинкой в программе MAN считается малый низкорамный 3-дверный городской автобус Ale полной массой 9,5 т . Его разработка проводилась с 1997 года совместно с итальянской кузовной фирмой Autodromo. В заднем свесе автобуса установлен 4-цилиндровый дизель в 175 л. с. и автоматическая 3-ступенчатая трансмиссия. Его габаритная длина — 7,5 м, ширина — всего 2200 мм, максимальная вместимость — 60 пассажиров (мест для сидения — 10-17). К особенностям нового автобуса следует отнести пневматическую подвеску с электронным управлением (передняя — независимая), дисковые тормоза всех колес, установку АБС и ASR, управляемые колеса с углом поворота 52°, приклеивающиеся к стальному каркасу алюминиевые и пластмассовые облицовочные панели.

### СерияLion’s City
В 2000 году в эту программу вошел 3-осный городской автобус Lion’s City общей вместимостью 120 пассажиров. Кроме того, фирма MAN предлагает несколько типов 2- и 3-осных шасси (модели от 8.153HOCL до 24.420HOCL) для монтажа на них кузовов специализированных фирм.
Серия Lion’s Comfort
В последние годы был создан упрощенный туристско-междугородный вариант RN353 Lion’s Comfort с моторами мощностью всего 350 л. с., рассчитанный на перевозку 49-55 человек. С другой стороны «львиная серия» пополнилась туристскими вариантами особой комфортности — 2-осным Lion’s Star Spezial и 3-осным Lion’s Top Coach (6х2).

### СерияLion’s Star
Выпускаемая с начала 90-х годов туристская серия Lion’s Star с моторами мощностью 400 и 420 л. с. пополнилась наиболее мощным исполнением с 12,8-литровым двигателем D2876 мощностью 460 л. с. и крутящим моментом 2100 Н.м в режиме 1000—1300 об/мин.

### Серия Midibus
Второй новинкой является средний городской низкорамный автобус Midibus полной массой 22,5 тонн в вариантах NM223 и NM283, с двигателями мощностью 220 и 280 л. с. соответственно. Он выпускается в трёх вариантах длиной от 8,5 до 10,5 метров и габаритной шириной 2350 мм. Общая вместимость — 80 пассажиров. Автобус создан путём укорачивания серийных 12-метровых автобусов серии NL с сохранением всех их достоинств. Новым техническим решением стала установка вертикально двигателя на собственном подрамнике, образующим легко съемный модуль, прикрепленный к несущему каркасу кузова четырьмя болтами. На автобусе применяются новый задний ведущий мост ZF портального типа, все дисковые тормоза, поворачивающиеся на угол 50° управляемые колёса, электронная система EBS для диагностики и контроля за работой тормозной системы, объединённая с ABS и ASR. Водитель может спокойно трудиться в полностью изолированной кабине. Управление и контроль за работой всех систем он осуществляет при помощи электронной системы NES, выводящей всю информацию на мини-мониторы и интегрированную с единым электронным процессором управления агрегатами автобуса. К ней относится также система CAN «кузовной электроники», следящая за работой дверей, освещения, сигнализации, отопления и т. д.

### Серия NL
В конце 1990-х годов MAN создал обновленную унифицированную систему низкорамных двуосных городских автобусов NL263, NL313 и NL363 длиной 12 метров, оснащенных новыми более экономичными и экологически чистыми дизельными двигателями мощностью 260, 310 и 360 л. с. и автоматической трёхступенчатой коробкой передач, интервал обслуживания которых достигал 60000 км. Учитывая эти достоинства, базовая модель NL263 получила титул «Автобус 1999 года».

### Серия NU/NG
На основе серии NL было разработано семейство междугородных автобусов под индексом NU, длину которых довели до 13,7 м. В 2000 году появилась третья гамма, включавшая одиночные городские 3-дверные низкорамные модели NL263-15, NL313-15 и NL363-15 (6х2) длиной 15 м. Их 2-дверные варианты NU313 и NU363 были предназначены для междугородных маршрутов. При наличии около 50 посадочных мест они одновременно могут перевозить до 125 пассажиров, то есть столько же, что и сочлененные 18-метровые машины. Эти автобусы снабжены гидроусилителями основного рулевого управления и механизма привода задней не ведущей оси с электронным управлением, всеми дисковыми тормозами с системами EBS, ABS и ASR. На их основе выпускаются сочленённые автобусы NG313 и NG363. Большинство из таких автобусов стали передвижными лабораториями для проверки возможности использования новых перспективных видов топлива и систем привода. Среди них электробус NM152E, автобус NL202DE с дизель-электрическим приводом, одиночные машины NL232 для работы на сжатом природной газе (CNG) и сочлененные автобусы, работающие на топливных элементах или на водородном топливе.
- MAN Lion's Intercity
- MAN Lion's City (M, LL, G, O, ULL)
- MAN Lion’s Classic (G, O)
- MAN Lion's Regio
- MAN Lion's Coach
- MAN Lion’s Top Coach
- MAN Lion’s Comfort
- MAN Lion's Star
- MAN Lion’s Top Star
- MAN Lion's Chassis
- MAN NL243GPL
- MAN NL263
- MAN NL363
- MAN SU283
- MAN SU313
- MAN SU363